# 郑锡坤
郑锡坤（1926年—1987年），辽宁营口人，中华人民共和国政治人物。苏家屯机务段机车司机长，沈阳市劳动模范、全国铁路劳动模范。中国铁路总工会副主席、党组副书记。第一、第二、第三届全国人大代表。

## 生平
中长铁路管理局苏家屯机务段105号机车青年包乘组司机长。创造了“郑锡坤机车超轴操纵法”。1951年中长铁路管理局向全路局发出学习郑锡坤、开展超轴列车运动。
1954年，当选第一届全国人民代表大会代表。